# 掌編小説
掌編小説（しょうへんしょうせつ、掌篇小説）は、短編小説よりもさらに短い作品を指す。「短い短編小説」であるショートショートよりも短い小説（story）とされるが、散文詩的なものもあり明確な基準はない。掌篇小説という名称は、中河与一が名付け親だとされ、それまでは、岡田三郎が「二十行小説」、武野藤介が「一枚小説」などと呼称していた。短編小説や中編小説にも、ごく短い小説が連続する体裁を持った作品はあるが、掌編小説は、より長い作品の要約や抜粋、一部分や小品文ではなく、それ自体が単独の物語として完結するものである。描く作品内容・ジャンルは多岐にわたる。

## 字数制限
明確な字数上の定義はないが、コンテストでは300字、400字、500字、600字、800字など応募規定に字数制限が課されていることが多い。またそれらを目安に厳密な定義が提案されることもある。例えば川又千秋が提唱する三百字小説などである。字数そのものではなく、「400字詰め原稿用紙何枚」といった形式で字数制限を設ける場合もある。
字数の少なさから、創作初心者が取りつきやすい面もあるが、バランスよく単独の物語として完成させるにはそれなりの技能や洗練さを要する。字数制限内で推敲を繰り返すため、創作の訓練に適しているともされる。
携帯電話の画面の小ささ、操作性の制約などから、ケータイ小説で掌編小説の形式が取られることもあるが、長さに制約を設けていない場合も多い。
英語圏では、w:Drabble（100語）、55フィクションなど、語数による制限を設ける形式が存在する。

## 特性
掌編小説は、日本文学の和歌・俳句・川柳の伝統から鑑みて、日本人に合っている文学形式だと言われる。しかし、形式が短いからといって、内容まで小さく短い小品文となってはだめで、小説になっていなければならない。これは十七文字の俳句が、千万言を費やした風景描写よりも力強く広大な世界観を持つ場合があることと同様である。
また、井原西鶴の『本朝二十不孝』『萬の文反古』や、江戸時代の小噺、落語、清少納言の『枕草子』などにも、日本における掌編小説の近代性が含まれているとされる。